# Dinastía farnácida
Familia perteneciente a la alta nobleza persa entre los siglos VI a. C. y IV a. C.

## Farnaces, fundador de la dinastía
El primer miembro de la dinastía fue Farnaces, hijo de Arsames, quien pertenecía a una rama menor de la familia real aqueménida. El rey Ciro II era una familiar lejano de Farnaces. Farnaces comenzó su carrera como subordinado del sátrapa Gobrias y posteriormente se convirtió en un personaje muy importante en la corte de su sobrino, el rey Darío I, con responsabilidades económicas de primer nivel. Farnaces poseía grandes tierras en la Frigia Helespóntica. Sus descendientes estarían ligados a esta tierra y próximos al rey por varias generaciones.

## Primeros sátrapas
El hijo de Farnaces I, Artabazo I fue nombrado sátrapa de la Frigia Helespóntica (o Dascilio) en el 477 a. C. Previamente había servido a las órdenes del general Mardonio y había jugado un papel importante para salvar una gran parte del ejército persa tras la derrota en la Batalla de Platea. Le sucedió en el cargo su hijo Farnabazo I del que sabemos poco más que su nombre.
Farnaces II, hijo de Farnabazo I fue el siguiente sátrapa de la familia. Parece que estuvo involucrado en las negociaciones entre Esparta y Artajerjes I durante la guerra del Peloponeso. Le sucedió su hijo Farnabazo II.

## Farnabazo II
Farnabazo II fue el primer miembro de la familia del que tenemos gran información. Sus disputas personales con el sátrapa de Lidia y Caria Tisafernes mientras ambos trataban de llegar a acuerdos con Esparta contra Atenas provocaron que el rey Darío II enviara a la zona a su propio hijo Ciro el Joven para negociar personalmente. Tisafernes se llevó la peor parte al perder la satrapía de Lidia en favor del príncipe. Farnabazo mantuvo la suya. Posteriormente a la muerte del rey, Farnabazo no estuvo directamente involucrado en la guerra civil desatada por Ciro contra su hermano el rey Artajerjes II. Sin embargo, la represalia que tomó Tisafernes contra las ciudades griegas del Asia Menor por su apoyo al rebelde Ciro provocó más tarde de nuevo la guerra, ya que Esparta ayudó a las ciudades que demandaban su intervención. Farnabazo tuvo que sufrir en su territorio las incursiones de los generales espartiatas Tibrón, Dercílidas y Agesilao II. Tras la guerra de Corinto, Atenas y Esparta firmaron la paz con Persia actuando de potencia mediadora. Persia volvía a tener bajo su jurisdicción a las ciudades griegas de la Jonia. Farnabazo, quien tuvo mucho que ver en este éxito persa, fue recompensado con su matrimonio con la princesa Apame. Adicionalmente se le concedido el honor de comandar la reconquista de Egipto para el imperio, tarea que acabó en fracaso en tres diferentes campañas. Como sátrapa fue sucedido por su hijo Ariobarzanes.

## Ariobarzanes, el rebelde
Por razones desconocidas, Ariobarzanes se rebeló contra el rey Artajerjes II en el vigésimo año de su gobierno, siendo apoyado por Atenas y Esparta, así como por otros sátrapas del Asia Menor. Agesilao II llegó al Asia Menor con una fuerza mercenaria de apoyo a los rebeldes. Ariobarzanes recibió incluso apoyo lejano del faraón de Egipto, Teos. Como agradecimiento por su apoyo, Ariobarzanes entregó a Atenas la ciudad de Sestos en el Quersoneso a la entrada del Helesponto, ciudad que con anterioridad había sido ateniense. Los atenienses le nombraron ciudadano de Atenas en respuesta. En el año 362 a. C. los rebeldes fueron derrotados. Ariobarzanes fue traicionado por su hijo Mitrídates y fue crucificado. Le sucedió su hermanastro Artabazo II, hijo del matrimonio de su padre con la princesa Apame.

## Artabazo II, último sátrapa
Artabazo fue el último sátrapa farnácida de la Frigia Helespóntica. A pesar de conocer perfectamente el destino que había corrido su hermano, también él se rebeló contra el rey y tras su derrota tuvo que exiliarse con su familia a la corte del rey macedonio Filipo II, donde residió diez años. Gracias a los éxitos alcanzados por su yerno Mentor de Rodas pudo volver al Asia Menor, donde prestó apoyo a Darío III en su pugna sucesoria contra Artajerjes IV. Más adelante se rindió a Alejandro Magno durante la invasión del conquistador y pasó a ser uno de sus hombres persas de confianza. Alejandro se había enamorado de su hija Barsine. En recompensa a sus actos recibió la satrapía de Bactria y en edad avanzada pidió retirarse del servicio, por lo que Alejandro le envió como gobernador de una fortaleza en Sogdiana.

## Farnabazo III, defensor de Persia
Farnabazo III, hijo de Artabazo II, siguió la suerte de su padre hasta su vuelta al Asia Menor. Entonces cogió experiencia militar de la mano de Memnón, hermano de Mentor. Con una flota de 300 navíos de guerra, se convirtió en uno de los más brillantes defensores persas durante la invasión macedónica, llegando a poner en serios aprietos a Alejandro por su dominio del Egeo, que le podría haber permitido cortar las líneas de suministro o incluso llevar la guerra a Macedonia. Posteriormente fue capturado aunque pudo escapar. Se supone que estaría con su padre cuando este se rindió a Alejandro. Se convirtió en oficial de caballería de un ejército macedonio.